# Totenkult

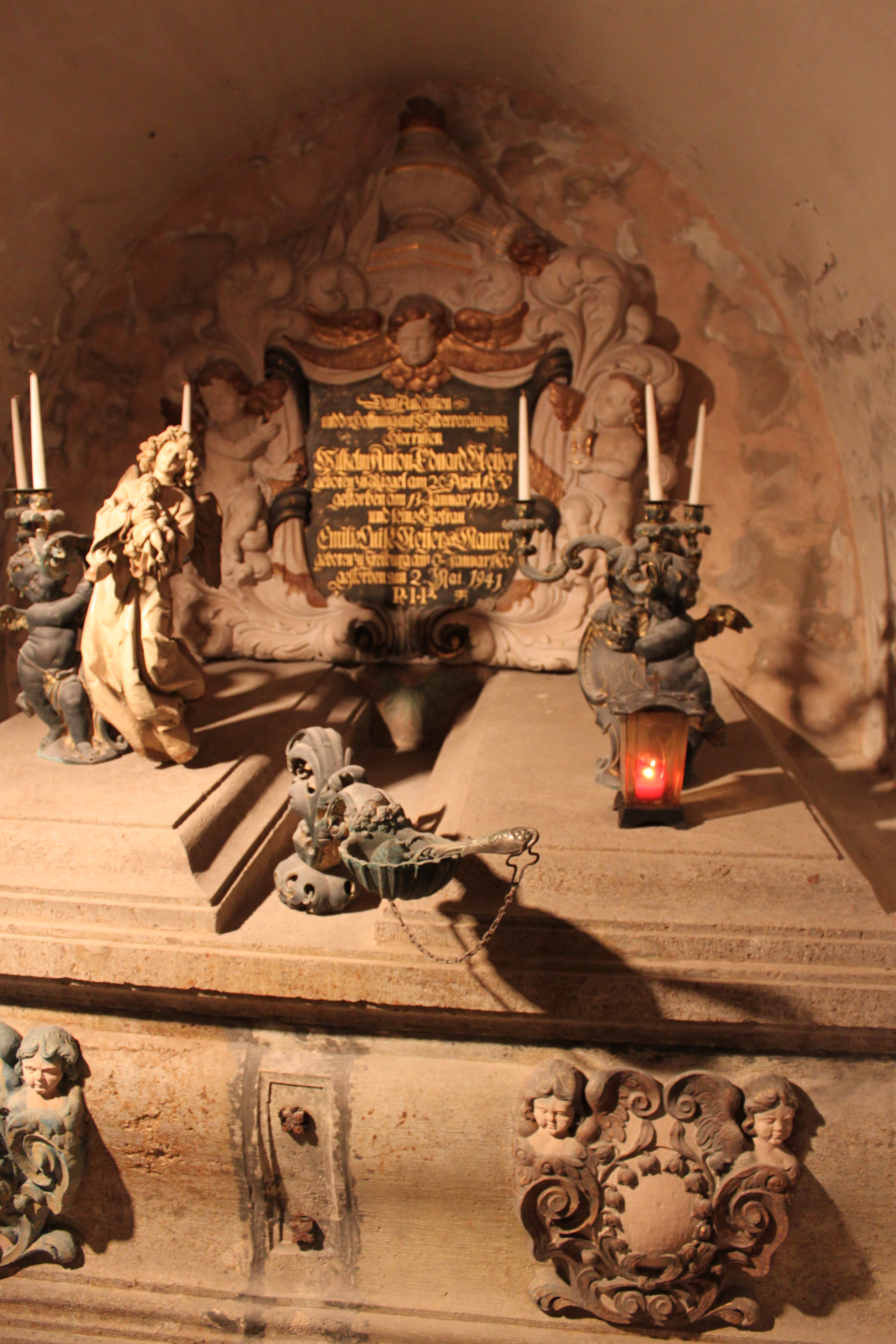
Sarg in der Gruft der Friedhofskapelle in Riegel am Kaiserstuhl

Unter Totenkult versteht man jede Form des mehr oder weniger ritualisierten Ausdrucks der Anhänglichkeit, Hochschätzung oder Verehrung von Verstorbenen. Verbreitet findet er an Grabmälern statt, mittels der das Ansehen und die Erinnerung an die Verstorbenen der Nachwelt erhalten werden soll. Es handelt sich bei Totenkulten um offensichtliche Formen einer Erinnerungskultur. Bestattungsrituale und Bestattungsfeiern finden sich daher in jeder Kultur.

## Begriffsdefinition
Der Begriff Totenkult ist weniger allgemein gefasst als der Begriff Ahnenkult. Dieser umfasst auch die Verehrung von mythischen Vorfahren, von denen man nur aus Erzählungen, Legenden oder Sagen weiß. Jeder Ahnenkult beinhaltet daher einen Totenkult; umgekehrt ist aber nicht jeder Totenkult auch ein Ahnenkult.
Nach geläufiger Ansicht setzen Toten- wie Ahnenkult die Annahme oder Vorstellung des Weiterexistierens von Verstorbenen und Vorfahren in anderer Form, auf andere Weise und an anderen Orten voraus – ein Weiter- oder Fortleben nach dem Tod. Im Laufe der Zeit könnten sich solche Vorstellungen zu mehr oder weniger komplexen Glaubenssystemen und Jenseitsvorstellungen entfaltet haben. Diese kulturpsychologische Hypothese ist allerdings nicht zwingend. Totenbestattungen ließen sich auch mit bloßer affektiver Verbundenheit mit den Verstorbenen erklären. Erst bestimmte Grabbeigaben, insbesondere Nahrungsmittel und Geld, legen nahe, dass die Weiterlebenden davon ausgegangen sein müssen, die Verstorbenen benötigten solche Subsistenzmittel zum Weiterleben in der Unterwelt bzw. im Totenreich.

## Altes Ägypten
Im Alten Ägypten glaubte man an ein Weiterexistieren nach dem Tod in einem Jenseits. Dieses weitere Leben nach Beendigung des irdischen Lebens war eines der höchsten Ziele der Ägypter, auf das sie sich schon im diesseitigen Leben vorbereiteten. So sorgten sie für die Mumifizierung der Körper, da sie glaubten, dass die Toten ihre Hülle zum Weiterbestehen benötigten. Die Bestattungsrituale dienten dazu, ihnen den Weg ins Jenseits zu ebnen. Grabbeigaben sollten ihnen den Aufenthalt dort so angenehm wie möglich gestalten. Dazu zählten beispielsweise Uschebti (Figuren von Arbeitern oder Dienern), die die Felder im Jenseits für sie bestellen sollten. In solche Figuren wurden Texte geritzt, die dem Toten ihre Hilfe garantieren sollten. Auch wurden den Verstorbenen regelmäßige Speise- und Trankopfer dargebracht. Sogar Briefe wurden den Toten geschrieben. In den Bandagen der Mumien fand man Amulette, die den Verstorbenen schützen sollten. Für das erfolgreiche Leben im Jenseits war es aber notwendig, auf Erden ein gerechtes und anständiges Leben geführt zu haben. Das Herz des Verstorbenen wurde in die Waagschale des Totengerichts gelegt, das über sein Schicksal im Jenseits entschied.

## Ägyptische Mythologie
Laut den Überlieferungen der ägyptischen Mythologie setzt sich der Mensch aus sechs Wesenheiten zusammen. Hinzu kommen noch zwei Bezeichnungen für den Körper zu Lebzeiten und eine für den Leichnam. Zu den drei weltlichen, sterblichen Teilen gehören die Körperhülle (Chet), der Name (Ren) und der Schatten (Schut). Darüber hinaus gab es drei geistige, unsterbliche Aspekte im Menschen: Ka, Ba und Ach. Das Ka versorgt den Menschen mit der Nahrung, die er im Jenseits braucht. Es ähnelt ihm wie ein Bruder. Das Ba ist mit dem Herzen des Menschen verbunden, verlässt den Körper nach dem Tod und kann nur zu ihm zurückkehren, wenn es ihn wiedererkennt (wenn er noch erhalten ist). Mit dem Ba verschwindet auch die Persönlichkeit des Menschen. Mit seiner Hilfe kann der Mensch wie ein Vogel am Tag die Welt der Lebenden besichtigen. Im Ach vereinten sich diese Teile durch die Körperhülle, und der Tote gehört nun als ewige Seele zum Bereich der Götter. Das Grab war wie ein Wohnhaus für den Toten.

## Vorderer Orient
Aus amoritischen und hurritischen Orten in Altvorderasien sind ebenfalls religiöse Bräuche zu Ehren der Toten bekannt. So gab es bei der Königsfamilie von Qatna offenbar wiederkehrende Totenmähler in der Familiengrabstätte direkt unterhalb des Thronsaals. Andernorts sind ebenfalls Feierlichkeiten bekannt, die auch in Zusammenhang mit magischen kišpu-Ritualen gestellt werden.

## Altes Rom
Die alten Römer praktizierten Formen von Totenkult.
Die Parentalia (auch dies parentales) waren im römischen Kalender als Nundinum-Periode die „Tage des Totenkultes“, die den verstorbenen Eltern (parentes) und anderen Familienvorfahren gewidmet waren. Der Gedenkcharakter des Seelenfests wird dadurch unterstrichen, dass es ursprünglich gegen Jahresende stattfand. Die Parentalia begannen am Mittag des 13. Februar und endeten am 21. Februar. Am 22. Februar folgte das „verwandtschaftliche Aussöhnungsfest“ Caristia.
Die abgeschiedenen Seelen (lares, manes, lemures, larvae) waren ein eminent wichtiges und auch vielgestaltiges Thema in der römischen Religiosität; einerseits wies ein Totenfest wie die lemuria unverkennbar apotropäische Züge auf, anderseits bekräftigten die parentalia die Bande mit den verstorbenen Familienangehörigen (weiteres siehe Artikel Parentalia).
Die Inschriften römischer Grabsteine waren oft sehr persönlich, sie sollten die Toten unvergesslich machen (siehe römische Inschriften).

## Neuzeit

### Frankreich (1789 bis 1870)
Robespierre beantragte in derselben Rede, in der er den Tod von König Ludwig XVI. forderte, ein Denkmal für die Erstürmer der Tuilerien (10. August 1792).
Es wurde auch errichtet, provisorisch aus Holz.
Reinhart Koselleck (1923–2006) schrieb dazu:

„Mit dem republikanischen Totenkult wird der gewaltsame Tod selber ein politischer Legitimitätstitel. Die Soldaten, bisher zur Hefe des Volkes gezählt und nicht denkmalsfähig, rücken auf zu Heroen und Märtyrern, wenn sie in Krieg oder Bürgerkrieg – also immer auf der gerechten Seite – gefallen sind. Ränge zählen hier nicht: Jeder Soldat ein General, jeder General ein Soldat. Alle tragen die gleiche Verantwortung: jeder Bürger ein Soldat, jeder Soldat ein Bürger – wie die Parolen lauteten, die zwischen Paris und den Gemeinden ausgetauscht wurden, um den Gefallenen, mit namentlicher Erinnerung jedes einzelnen, ein Denkmal zu errichten. Das war patriotisme en action, der über den Tod der einzelnen nie in Vergessenheit geraten durfte. Immortaliser, éterniser, perpétuer – so lauten die Beschwörungsformeln, um die Unsterblichkeit, die bislang, wenn überhaupt, in Gottes Hand lag, in die Gedächtnisleistung der ständig sich erinnernden Nation zu überführen.“

Deutsche Fürsten übernahmen den republikanischen Totenkult im Kampf gegen die französische Expansionspolitik. Das älteste heute noch erhaltene Denkmal, das an alle gefallenen Soldaten (samt Offizieren) namentlich erinnert, stammt aus dem Jahr 1793 (Hessendenkmal). Der preußische König hat es den hessischen Soldaten gewidmet, die Frankfurt zurückerobert hatten.
Der republikanische Totenkult, gerade den soldats obscurs – Vorläufer des soldat inconnu (Unbekannter Soldat) – Denkmäler zu setzen, wurde seit 1813 in Preußen dauerhaft installiert. Der König befahl, in allen Kirchen Tafeln aufzuhängen mit den Namen aller Gefallenen. Dieser Brauch wurde auch in Süddeutschland nachgeahmt und besteht seitdem durchgehend – Folge erst der Levée en masse, dann der allgemeinen Wehrpflicht. (siehe auch Grabmal des unbekannten Soldaten)
Nach den deutschen Einigungskriegen und dem Deutsch-Französischen Krieg (1870/71) wurden zahlreiche Kriegerdenkmäler errichtet, sowohl in Frankreich als auch im Deutschen Kaiserreich. Der in Frankreich nach 1871 wachsende Revanchismus förderte den Totenkult.
Die zunehmende Nationalisierung der Soldaten und/oder ihrer ideologischen Programmierung führte zu einer rigorosen Trennung auch der Leichen, wie in den Zeiten der Kreuzzüge.

### Personenkult
Beispiele: Das NS-Regime veranstaltete ab 1933 einen Totenkult um die 16 Männer, die bei dem gescheiterten Novemberputsch 1923 gestorben waren (Näheres siehe Gedenktag für die Bewegung; sie hießen in der NS-Terminologie Blutzeugen).
Einige für die Kultur eines Landes als bedeutend rezipierte Verstorbene geraten relativ schnell nach ihrem Tod in Vergessenheit; anderer wird lange gedacht. Beispiele für letzteres: die portugiesische Sängerin Amália Rodrigues († 1999, „Königin des Fado“), der hawaiische Sänger Israel Kamakawiwoʻole (seit 1993 berühmt für ein Medley aus Somewhere over the Rainbow und What a Wonderful World) und der brasilianische Rennfahrer Ayrton Senna (1960–1994).
Prinzessin Diana (1961–1997) gilt bis heute vielen als „Königin der Herzen“.
Seit dem Tod des FPÖ-Politikers Jörg Haider 2008 gab es einen gewissen „Haiderkult“; Menschen kommen (besonders an Jahrestagen seines Todestages) zu seinem Grab.

### Christentum
Im Christentum bilden die Einsargung eines Verstorbenen, die Totenwache und die kirchliche Begräbnisfeier einen Teil des Totenkultes. In einigen Konfessionen spielen die Gedenktage der Heiligen im Heiligenkalender, die Würdigung der Verstorbenen in der Heiligen Messe, wie auch die Tage, an denen im Kirchenjahr der Verstorbenen im Besonderen gedacht wird, eine Rolle. Das Gedächtnis an Allerseelen und der Totensonntag steht in enger Beziehung zum Memorialwesen, dem rituellen Totengedenken; man kann es als Teil des Totenkultes definieren. Memorialforschung ist heute fester Bestandteil der Mediävistik.